# Solidarność 1980–1990 ɸ39 mm (moneta kolekcjonerska 200 000 złotych)
Solidarność 1980–1990 – moneta kolekcjonerska wybita w złocie, na krążku o średnicy 39 mm, o nominale 200 000 złotych, wyemitowana przez Narodowy Bank Polski 2 czerwca 1990 r. zarządzeniem z 29 maja 1990 r. Z formalnego punktu widzenia, przestała być prawnym środkiem płatniczym z dniem denominacji z 1 stycznia 1995 roku, rozporządzeniem prezesa Narodowego Banku Polskiego z dnia 18 listopada 1994 (Monitor Polski nr 61 poz 541).
Moneta upamiętniała dziesiątą rocznicę wydarzeń w Gdańsku.
Na monecie nie ma umieszczonego znaku mennicy.

## Awers
W centralnym punkcie umieszczono godło – orła w koronie, po bokach orła rok 1990, dookoła napis „RZECZPOSPOLITA POLSKA”, na dole napis „ZŁ 200000 ZŁ”.

## Rewers
Na tej stronie monety znajduje się Pomnik Poległych Stoczniowców 1970 na tle panoramy Gdańska, poniżej napis „SOLIDARNOŚĆ”, flaga biało-czerwona wystająca z litery N, kolor biały flagi wypukły, kolor czerwony flagi płaski, a pod spodem napis „1980 1990”.

## Nakład
Monetę bito w Stanach Zjednoczonych, w złocie próby 999, na krążku o średnicy 39 mm, masie 31,1 grama, z rantem gładkim, w nakładzie 2000 sztuk, według projektów: St. Wątróbskiej-Frindt (awers) oraz B. Chmielewskiego (rewers).

## Opis
Moneta jest jedną z ośmiu monet okolicznościowych bądź kolekcjonerskich, bitych w miedzioniklu, srebrze, bądź złocie, z tym samym wzorem rewersu, upamiętniających to samo wydarzenie.
Istnieje moneta złota, o takim samym rewersie i takim samym nominale, ale wybita w Warszawie (ze znakiem mennicy), na krążku o mniejszej średnicy – 32 mm.

## Powiązane monety
Z tym samym wzorem rewersu, tego samego dnia NBP wyemitował:
- monetę okolicznościową w miedzioniklu, o nominale 10 000 złotych, średnicy 29,5 mm, bitą w Warszawie ze znakiem mennicy,
- monetę okolicznościową w srebrze, o nominale 100 000 złotych, średnicy 39 mm, bitą w Stanach Zjednoczonych, bez znaku mennicy,
- monetę kolekcjonerską w srebrze, o nominale 100 000 złotych, średnicy 32 mm, bitą w Warszawie, ze znakiem mennicy,
- monetę kolekcjonerską w złocie, o nominale 20 000 złotych, średnicy 18 mm, bitą w Warszawie, ze znakiem mennicy,
- monetę kolekcjonerską w złocie, o nominale 50 000 złotych, średnicy 22 mm, bitą w Warszawie, ze znakiem mennicy,
- monetę kolekcjonerską w złocie, o nominale 100 000 złotych, średnicy 27 mm, bitą w Warszawie, ze znakiem mennicy,
- monetę kolekcjonerską w złocie, o nominale 200 000 złotych, średnicy 32 mm, bitą w Warszawie, ze znakiem mennicy.